# Борівецька (пам'ятка природи)
Боріве́цька — комплексна пам'ятка природи загальнодержавного значення в Україні. Розташована в межах Кіцманського району Чернівецької області, на північний захід від села Борівці.

## Опис

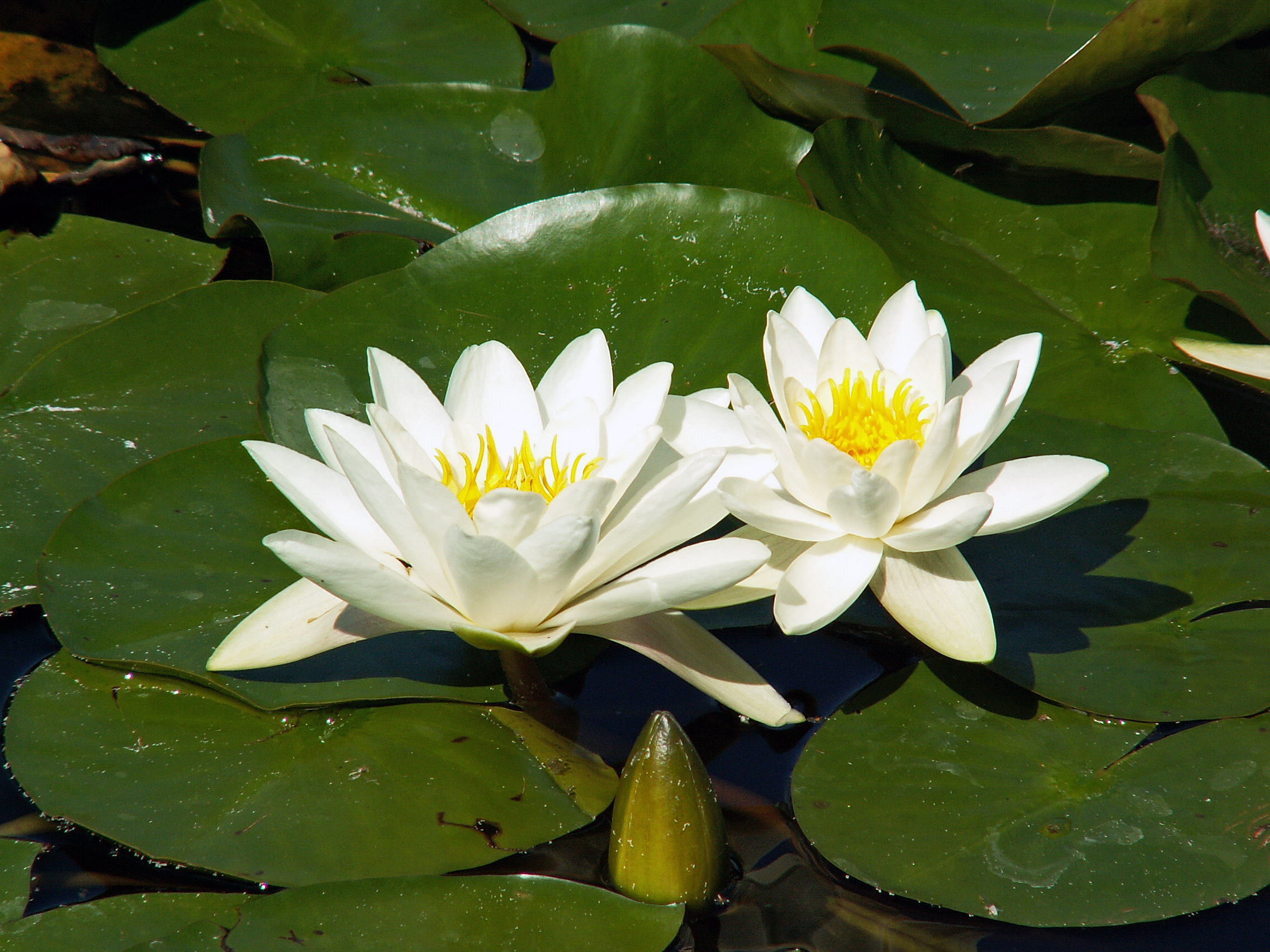
Латаття біле

Площа природоохоронної території — 20,4 га. Створена в 1996 році. 
Головний об'єкт пам'ятки — озеро природного карстового походження з плавучими торфовими островами. Озеро розташоване у верхів'ях одного з витоків річки Совиці-Ставчанської. Довжина озера бл. 1 км, ширина — від 100 до 300 м. Глибина у верхній частині — 1—2 м, у нижній — 3—4 м, у карстових западинах бл. 5—6 м. Основно цінні торфові острівці (площею 0,1—1,5 га), на яких зростають дерева: вільхи і верби, що сягають висоти до 6 м. Довкола озера зростає водно-болотна, лучна і деревно-кущова рослинність. 
У майбутньому планується включити цей заповідний об'єкт до складу майбутнього Національного природного парку «Буковина», оскільки озеро є важливою ланкою субмеридіонального екологічного кордону Буковини.

## Флораіфауна
Найбільше природоохоронного значення серед рослин на території пам'ятки природи мають зникаючі угруповання латаття білого (Nymphaeta albae), які занесені до Зеленої книги України, та є чи не найбільшою популяцією на території Чернівецької області. Серед інших водних угрупувань тут також трапляються асоціації рдесника гостролистого (Potamogeton acutifolius) та рдесника плаваючого (Potamogeton natans). 
Серед прибережної водної рослинності типовими представниками є очерет звичайний (Phragmites australis), рогіз широколистий (Typha latifolia), лепешняк великий (Glyceria maxima), осока гостра (Carex acuta), сусак зонтичний (Butomus umbellatus) та інші. 
Серед хребетних тварин тут виявлено близько 56 видів, найбільша частка яких припадає на птахів серед яких близько 39 видів. Серед інших представників фауни: риби — 8 видів, земноводні — 5 видів, ссавці — 3 види та плазуни 1 вид. Червонокнижні тварини 
на території озера не було помічено. Особливу цінність серед птахів має квак (Nycticorax nycticorax), або як її ще називають нічна чапля, з родини чаплевих, який занесений в додаток 2 Бернської конвенції. Загалом тут спостерігається бл. 20 видів, тварин «бернської» конвенції.

## Галерея

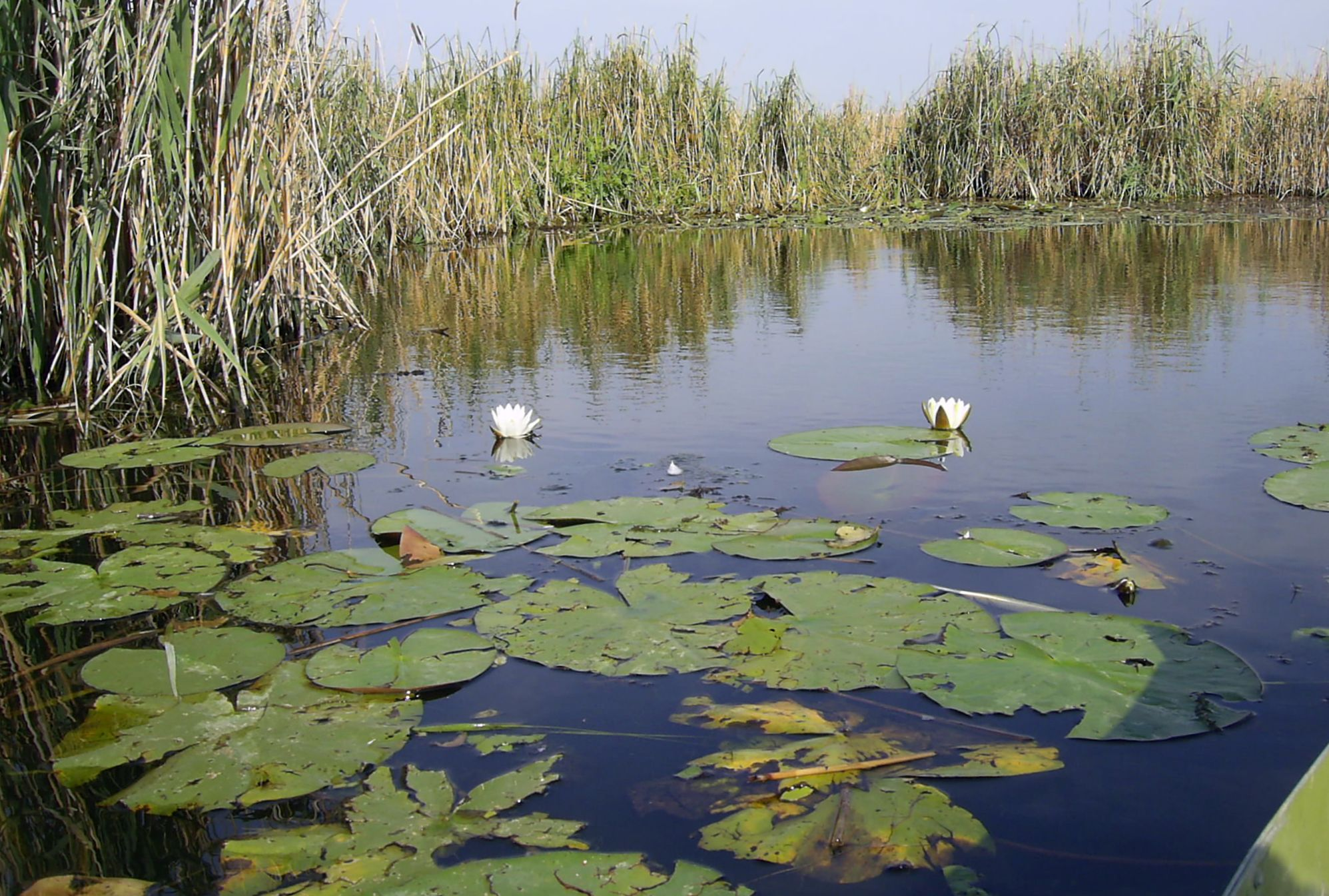
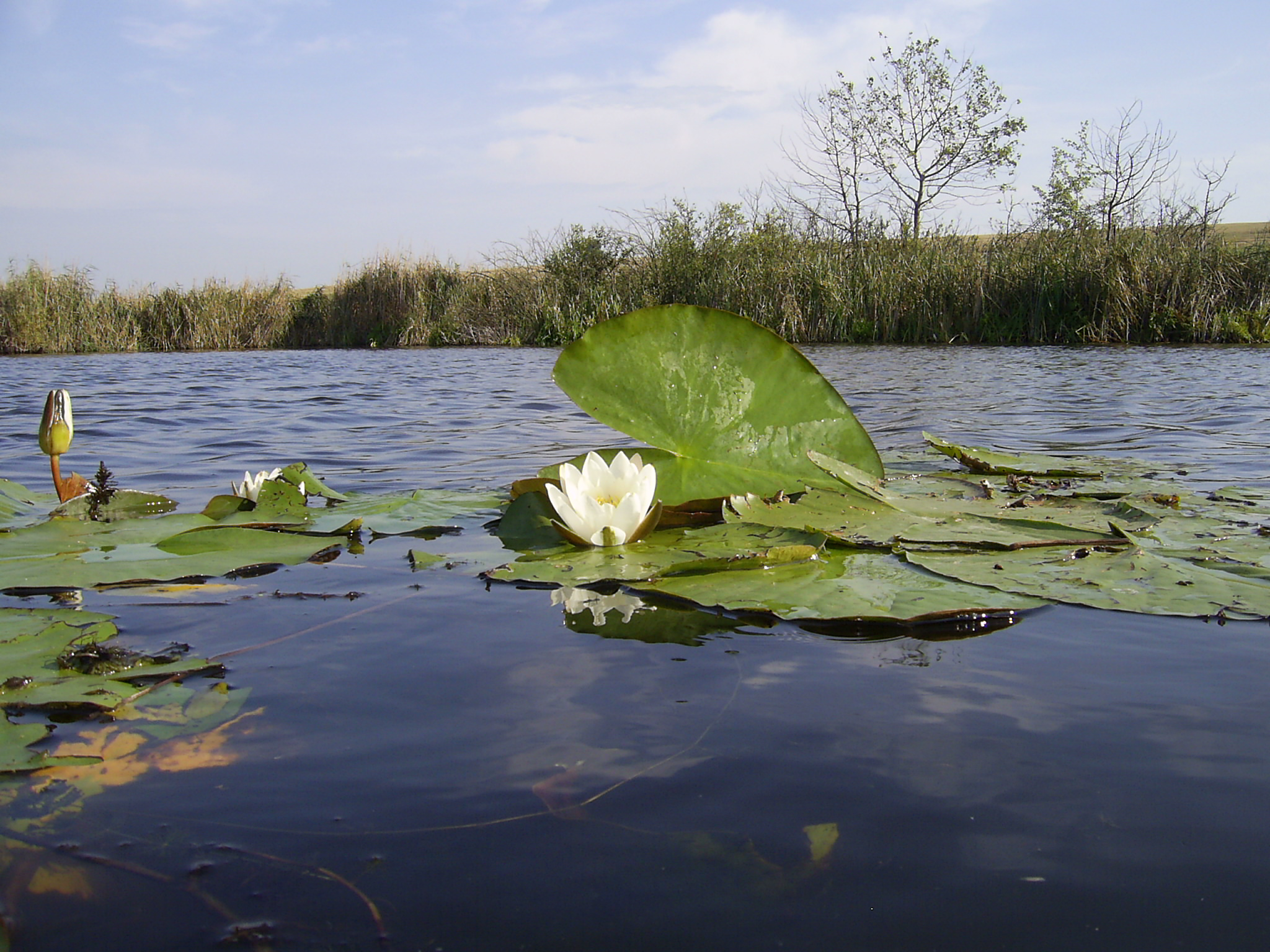
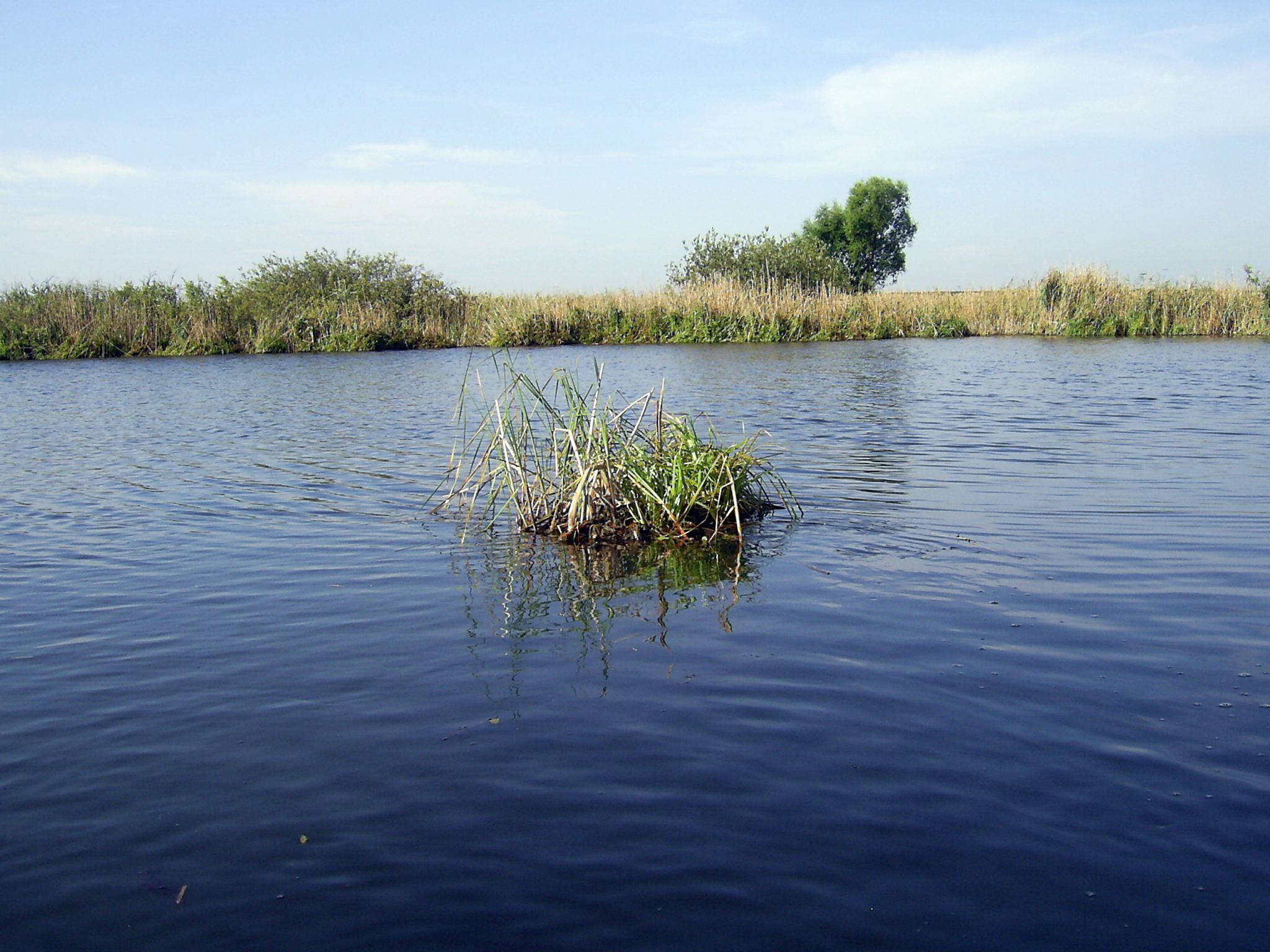
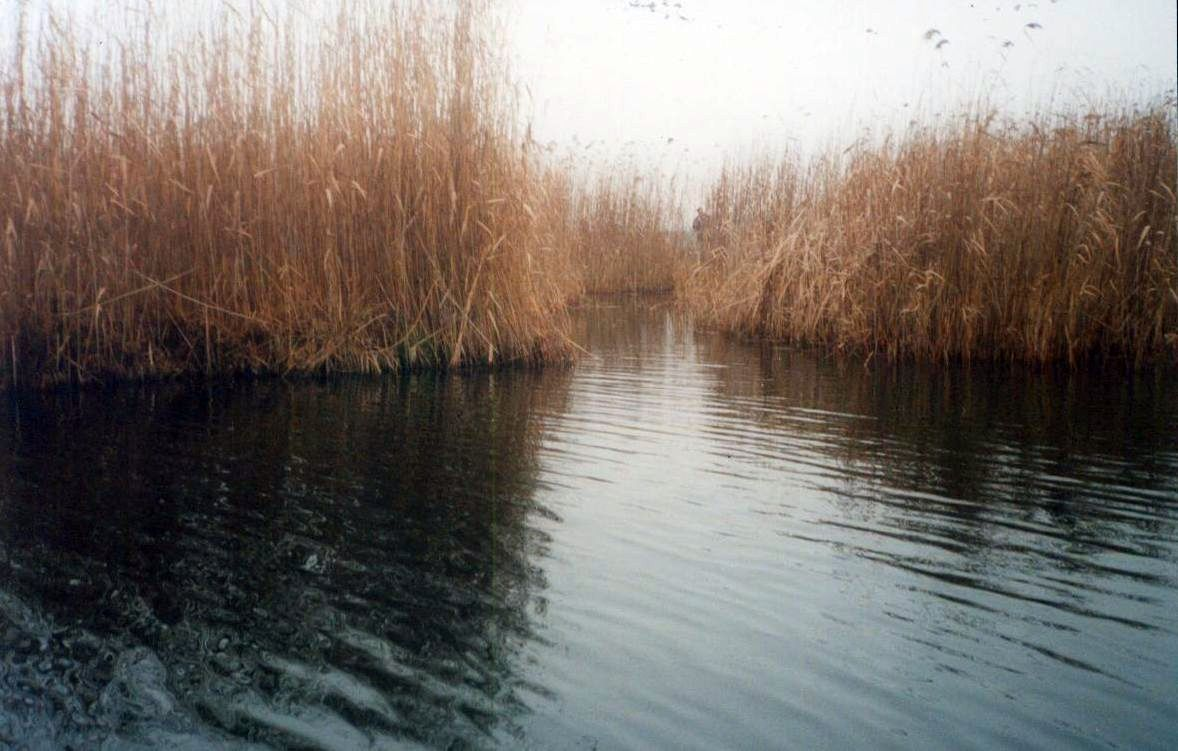